# Gmina Brwinów

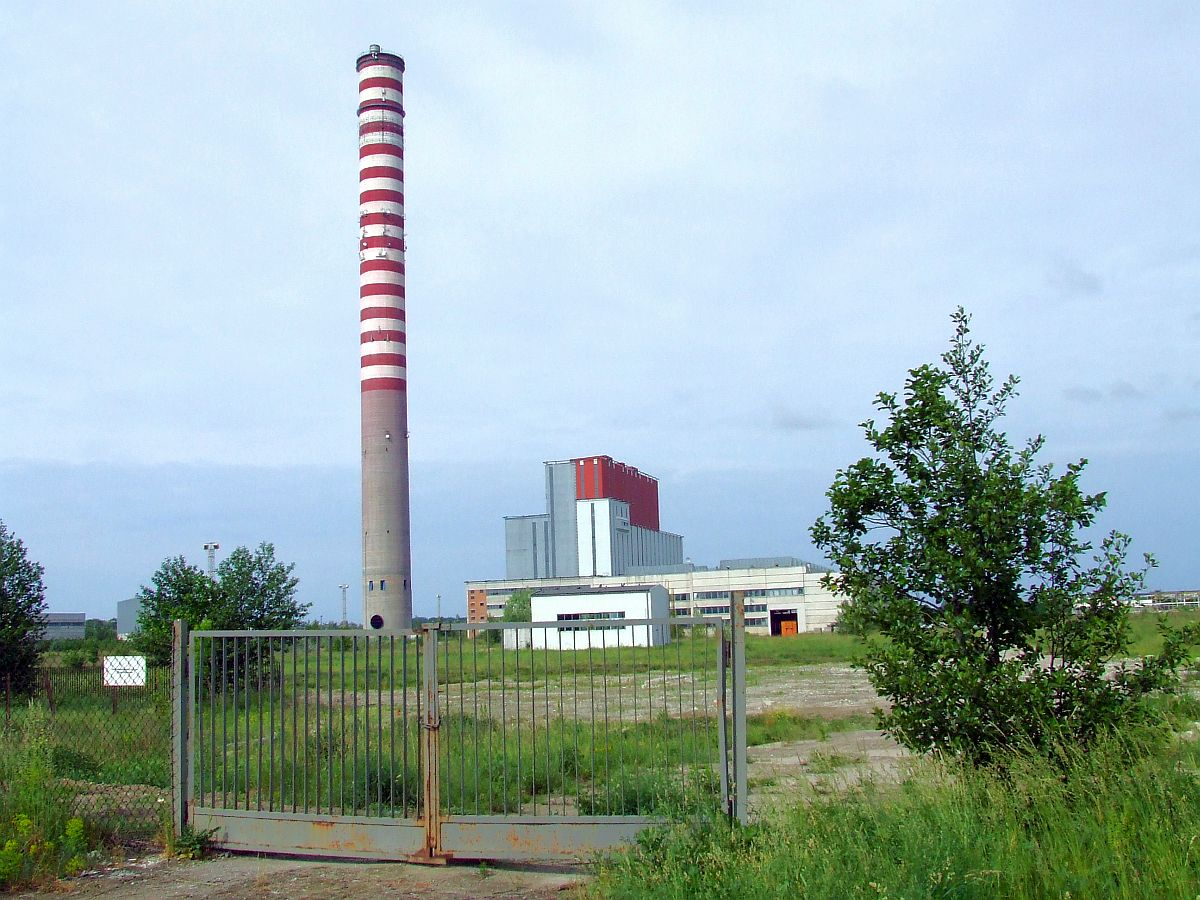
Elektroteplárna Pruszków II

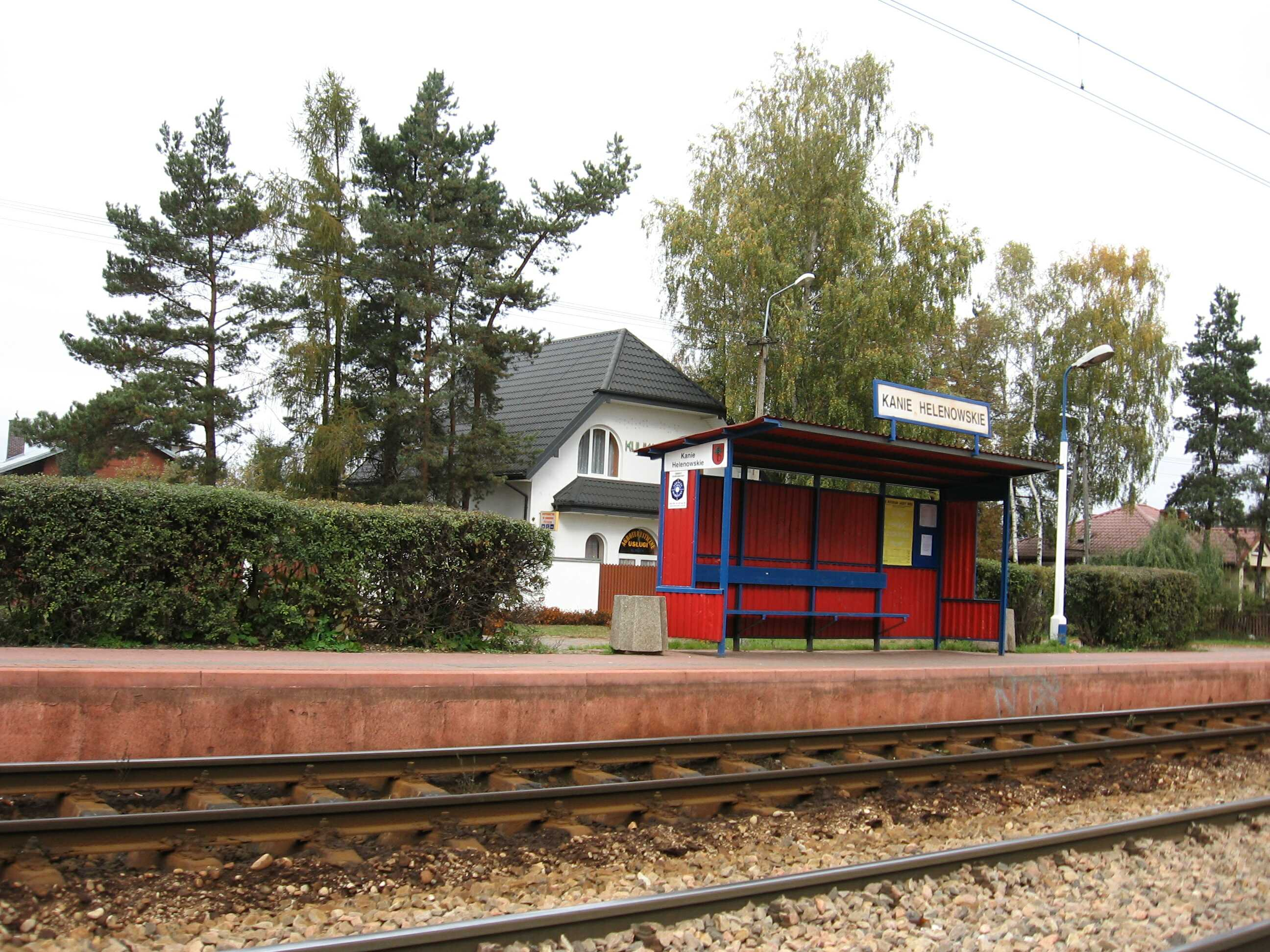
Zastávka WKD v Kaniach

Gmina Brwinów (dříve Gmina Helenów a Gmina Letnisko-Brwinów) je městsko-vesnická gmina v Mazovském vojvodství, v okrese Pruszków. V letech 1975-1998 byla gmina umístěna ve Varšavském vojvodství.
Sídlem gminy je Brwinów.
Podle dat z 30. června 2004 v gmině žilo 21141 osob.

## Položení
Za pozornost stojí specifický tvar gminy. Její jižní oblasti (zahrnující vesnice Owczarnia, Żółwin a Terenia) jsou odříznuté od hlavní části gminy přes města Milanówek a Podkowa Leśna, které jsou nejen jinými (městskými) gminami, ale současně leží v jiném okrese (Okres Grodzisk Mazowiecki). Oddělená část je tedy exklávou gminy, ale není okresní exklávou, poněvadž hraničí krátkým úsekem s gminou Nadarzyn.

## Struktura území
Podle dat z roku 2002 má gmina Brwinów rozlohu 69,16 km², z toho:
- využití zemědělské: 74 %
- využití lesního hospodářství: 7 %

Gmina představuje 28,08 % povrchu okresu.

## Demografie
Data z 30. června 2004:
| Opis                            | Celkem | Celkem | Ženy   | Ženy  | Muži   | Muži  |
| ------------------------------- | ------ | ------ | ------ | ----- | ------ | ----- |
| jednotka                        | osob   | %      | osob   | %     | osob   | %     |
| populace                        | 21 141 | 100    | 11 102 | 52,5  | 10 039 | 47,5  |
| hustota osídlení (obyvatel/km²) | 305,7  | 305,7  | 160,5  | 160,5 | 145,2  | 145,2 |

Podle dat z roku 2002 činí průměrný plat obyvatele byl 1561,25 zł.

## Starostenstva
Do gminy Brwinów náleží 15 starostenství :
- Biskupice
- Czubin
- Domaniew
- Falęcin
- Kanie
- Koszajec
- Kotowice
- Krosna
- Milęcin
- Moszna
- Otrębusy
- Owczarnia
- Parzniew
- Terenia
- Żółwin.

## Sousední gminy
Błonie, Grodzisk Mazowiecki, Michałowice, Milanówek, Nadarzyn, Ożarów Mazowiecki, Podkowa Leśna, Pruszków

## Partnerské gminy
Gmina Brwinów od 2003 r. udržuje přátelské vztahy s italskou obcí Torre Cajetani, a od roku 2008 také s gminou Trzebiatów v Západopomořanském vojvodství.